# José Martínez (Fußballspieler, 1991)
José Víctor Martínez Díaz (* 18. März 1991 in Curicó) ist ein ehemaliger chilenischer Fußballspieler. Der linke Außenverteidiger bestritt zwei Länderspiele für die chilenische Fußballnationalmannschaft und wurde auf Vereinsebene einmal chilenischer Meister.

## Karriere

### Verein
José Martínez, auch Colocho genannt, begann seine Karriere 2010 bei Universidad Católica und wurde in seinem Debütjahr als Backup für die etatmäßigen Linksverteidiger chilenischer Meister. In der Saison 2011 gewann er die Copa Chile, in der er in allen Spielen Chiles in der Startelf stand. Im Jahr 2012 wurde er an Zweitligist San Marcos verliehen und wechselte nach seiner Leihe zu Coquimbo Unido. Bis zu seinem Karriereende 2021 spielte er noch für weitere Klubs der Primera B. Zuletzt lief er für Deportes Santa Cruz auf.

### Nationalmannschaft
Im Januar 2010 debütierte Martínez beim Freundschaftsspiel gegen Panama in der Nationalmannschaft, als er in der 73. Spielminute für Roberto Cereceda eingewechselt wurde. Rund vier Monate später bestritt er beim Freundschaftsspiel gegen Israel sein zweites und letztes Länderspiel der A-Nationalmannschaft.
Anfang 2011 stand er im Kader der U20-Nationalmannschaft bei der U20-Südamerikameisterschaft in Peru, bei der er sieben Spiele bestritt und mit der jungen La Roja in die Finalrunde kam, dort jedoch nur den fünften Platz belegte.

## Erfolge
Universidad Católica
- Chilenischer Meister: 2010
- Chilenischer Pokalsieger: 2011

San Marcos de Arica
- Chilenischer Zweitligameister: 2012

Coquimbo Unido
- Chilenischer Zweitligameister: 2014